# Kuna ze Zbraslavi a Kunštátu
Kuna ze Zbraslavi a Kunštátu (asi 1220 až 1225 – † 1295) byl významný moravský šlechtic z rodu pánů z Kunštátu, zakladatel kunštátské větve a hradu Kunštát. Jeho otec byl nejstarší známý předek tohoto rodu – Gerhard ze Zbraslavi.

## Život
Kuna se narodil jako čtvrtý syn moravského šlechtice Gerharda ze Zbraslavi kolem roku 1220, nejvýše 1225. V pramenech se poprvé objevil až v roce 1250 na listině, jíž markrabě Přemysl Otakar II. potvrdil privilegia velehradského kláštera. Vystupuje na ní spolu s bratrem Bočkem a Smilem jako kastelán neznámého hradu Zuzina. Mohlo se jednat o hrad Svojanov. Znovu se Kuna připomněl v prosinci 1250, kdy olomouckému biskupovi Brunovi ze Schauenburku prodal vesnici Brumovice. Tato listina posunula informace o Kunovi čtyři roky nazpět. Brumovice totiž dostal od krále Václava I. za službu v Rakousích roku 1246, kde byl zajat. Jednalo se proto o odměnu a kompenzaci. Kuna s bratry znovu svědčil roku 1251 na Přemyslově konfirmační listině potvrzující rajhardskému klášteru výnos z mýt v Kunovicích a Uherském Brodě. Poté je zmíněn na dvou dokumentech z roku 1252 – zakládací listině žďárského kláštera a potvrzení práv a svobod proboštství sv. Hyppolita u Znojma. Přemysla Kuna doprovázel rovněž do Hainburgu na jeho svatbu s Markétou Babenberskou. Všechny tyto výskyty v listinách dokládají, že se Kuna pohyboval v úzkém kruhu urozených osob na přemyslovském dvoře. V roce 1253 byl Kuna poprvé zmíněn ve významné funkci purkrabího na Veveří. Správcem a velitelem tohoto hradu byl ještě v roce 1262, patrně bez přerušení. Mezi lety 1256 až 1262 zároveň vykonával funkci maršálka, odvozenou od dohlížitele nad královskými konírnami. Kuna často spojoval obě funkce dohromady a psal se jako maršálek z Veveří. Na přelomu let 1254 a 1255 se aktivně zúčastnil Přemyslovy první křížové výpravy do Pruska. V roce 1258 byl přítomen u založení města Uherského Hradiště. Téhož roku Kuna svědčil v Brně při rozsudku panovníka ve sporu mezi brněnským proboštem a tišnovským konventem. Následující léta se věnoval především působení na Moravě, a proto se nezapojil do války s Uhry v roce 1260.
Po bitvě u Kressenbrunnu nastala doba poměrného klidu, příznivá pro upevňování síly českého státu. Činorodý Kuna se opět začal častěji vyskytovat v okolí krále a nechyběl při vydání mnoha důležitých listin. V březnu 1262 svědčil na výnosu potvrzujícím práva pro Židy ve všech Přemyslových zemích. Dále osvědčil například listinu, ve které český král uznal těžební práva Smila z Lichtenburka u Německého Brodu, nebo v dokumentu, jíž Jindřichovi z Lichtenštejna potvrdil vlastnictví Mikulova. Časová mezera v Kunových úřadech po roce 1262 a jeho absence na královských listinách mezi lety 1264 a 1266 dokazuje, že se Kuna dostal do konfliktu s králem. V roce 1266 se dokonce psal ze Zbraslavi. Teprve roku 1268 se objevuje v úřadu olomouckého komorníka, který vykonával ještě dalších deset let. Mezi lety 1271 a 1272 Kuna následoval Přemysla Otakara II. do válek s Uhry. Poté, co byl Přemysl v roce 1276 Rudolfem Habsburským připraven o alpské země, Kunu jmenoval purkrabím hradu Vranova. Kuna téhož roku také figuroval na mírových smlouvách mezi Přemyslem a Rudolfem. Jestli Kuna válčil v bitvě na Moravském poli roku 1278 není jisté, ale je to možné.
Po tragické smrti krále v bitvě na Moravském poli se Kuna uchýlil do Opavy na dvůr královny-vdovy Kunhuty. Na tomto dvoře se v létě 1279 poprvé jmenoval s přídomkem z Kunštátu, což znamená, že v tu dobu byl hrad Kunštát, který nechal vystavět, již obyvatelný a sloužil jako centrum Kunova dominia. Ještě tentýž rok v říjnu Kuna sloužil jako purkrabí hradu v Hradci u Opavy. Vzápětí však byl z této funkce Kunhutou odvolán a nahrazen královniným milencem Závišem z Falkenštejna, aby Záviš měl záminku k trvalému pobytu v blízkosti své milenky. V září 1282 Kuna figuroval mezi přísedícími na zasedání zemského soudu v Olomouci. V listopadu 1283 Kuna osvědčil listinu Václava II. pro tišnovský klášter. V témže roce byl přítomen uzavření smíru ve sporech žďárského konventu s bratry Heimanem a Čeňkem z Přibyslavi. V zájmu svého synovce Gerharda ze Zbraslavi a Obřan v roce 1286 zavítal do Brna, kde ručil za upřímnost slibu věrnosti, který Gerhard předložil českému králi. Příští rok na Velehradě osvědčil pokání Drahoslava z Tvrdonic, že proti otcově vůli zadržoval donaci velehradskému klášteru. Poté Kuna na čas z pramenů mizí a znovu se objevuje až roku 1295, kdy osvědčil listinu vydanou olomouckým biskupem. Brzy na to Kuna ve věku přibližně 75 let zemřel.
Zanechal po sobě syny Bočka I. z Jevišovic, Bohuše z Kunštátu a Kunu z Kunštátu. Boček obdržel ještě za Kunova života území kolem Jevišovic, po otcově smrti však vše ostatní zdědil Bohuše a Kuna. Kuna měl rovněž dvě dcery, jedna se vdala zřejmě za Jimrama z Aušperka a druhá se stala cisterciačkou v klášteře Porta coeli. Otázkou zůstává kdo byla matka Kunových zmíněných potomků, v úvahu podle Miroslava Plačka připadá sestra Bohuše z Drahotuš.